# 딜런 모런
딜런 모런(Dylan Moran, 1971년 11월 3일 ~ )은 아일랜드의 희극인, 배우,작가이다. 대표작으로 스탠드업 코미디 《Monster》, 《Like, Totally》, 일상 시트콤 《블랙 북스》(2000-04), 영화 《새벽의 황당한 저주》(2004), 《런, 팻보이, 런》(2007)이 있다.

## 생애
딜런 모런은 미스주 내번에서 외동아들로 태어나 당시 아일랜드의 가톨릭 문화에서는 흔치 않았던 무교 가정에서 자랐다. 그는 어렸을 적 만성 기관지염으로 학교를 오래 쉬면서 희곡, 연극 이론서, 연기 이론서 등을 주로 읽었다. 그는 성 패트릭 클래식 학교를 그만둔 후 더블린으로 이사해 술과 시 쓰기에 몰두했다. 돈을 벌고자 꽃집 아르바이트를 했지만 싫어서 일주일 만에 그만두기도 했다.
20세가 된 딜런은 인터내셔널 바에서 아르달 오핸런, 배리 머피, 케빈 길디의 스케치 코미디 그룹 ‘미스터 트렐리스(Mr Trellis)'의 공연을 보고 코미디언이 되기로 결심했다. 그는 더블린에서 런던의 클럽으로 이동하며 경력을 쌓았고 1993년 에든버러 페스티벌에서 So You Think You're Funny 상을 수상했다. 1996년에는 에든버러 코미디 어워드(Edinburgh Comedy Awards)를 수상했고 이듬해 첫 단독 스탠드업 영국 투어 Gurgling For Money를 시작했다. 1995년부터 1997년까지 The Irish Times에 주간 칼럼을 기고했고, 1997년 9월 6일 아내 일레인과 결혼해 두 자녀를 가졌다.
그는 1998년 BBC 2 시트콤 《How Do You Want Me?》로 방송에 데뷔했고, 《블랙 북스》(2000-04)의 각본과 주연을 맡았다. 《블랙 북스》 성공 이후 주로 활발한 스탠드업 코미디 월드 투어를 했으며  《The Actors》(2003), 《새벽의 황당한 저주》(2004) 등의 영국 및 아일랜드 영화에 출연했다. 
그는 2022년 BBC 2에서 방영된 15분짜리 5부작 시트콤 《Stuck》의 각본과 배우를 맡았으며, 2024년 영국 브라이튼의 Two Kats And A Cow Gallery에서 첫 미술작품 공동 전시를 열었다. 2025년에는 같은 곳에서 개인 전시를 열었다. 딜런은 2025년 8월 랄프 파인즈의 연극 As You Like It에 출연 예정이다.

## 출연 작품

### 텔레비전
- How Do You Want Me? (1998-99) - 이안 라이언스 역
- 블랙 북스 (2000-04) - 버나드 블랙 역
- Little Crackers (2012) - 아버지 역
- Stuck(2022) - 댄 역

### 영화
- 노팅힐 (1999) - 도둑 루퍼스 역
- The Actors (2003) - 톰 쿼크 역
- 새벽의 황당한 저주 (2004) - 데이비드 역
- 수탉과 황소 이야기 (2005) - 의사 슬롭 역
- Tell It to the Fishes (2006) - 핀 역
- 런, 팻보이, 런 (2007) - 고든 역
- A Film with Me in It (2008) - 피어스 역
- The Decoy Bride (2011) - 찰리 역
- Good Vibrations (2012) - 팻 역
- 캘버리 (2014) - 마이크 피츠제럴드 역
- 픽시 (2020, Pixie) - 레이먼드 역

### 스탠드업 DVD
- Monster (2004)
- Like, Totally... (2006)
- What It Is (2009)
- Aim Low: The Best of Dylan Moran (2010)
- Yeah, Yeah (2011)
- Off the Hook (2015)
- Dr Cosmos (2021)

## 수상 경력
- 1993 에든버러 프린지 페스티벌 So You Think You're Funny
- 1996 에든버러 프린지 페스티벌 에든버러 코미디 어워드
- 2001 BAFTA TV 어워드 시트콤 부문 《블랙 북스》
- 2005 BAFTA TV 어워드 시트콤 부문 《블랙 북스》
- 2010 채널 4 최고의 스탠드업 코미디언 14위[6]